# Редвуд Сити (Калифорнија)
Редвуд Сити (енгл. Redwood City) град је у америчкој савезној држави Калифорнија. По попису становништва из 2020. у њему је живело 84.292 становника. Део је Силицијумске долине и дом неколико глобалних технолошких предузећа, међу којима су Oracle, Electronic Arts и Evernote.

## Демографија
Према попису становништва из 2010. у граду је живело 76.815 становника, што је 1.413 (1,9%) становника више него 2000. године.
| Група             | 2000.          | 2010.          |
| Белци             | 40.656 (53,9%) | 33.801 (44,0%) |
| Афроамериканци    | 1.916 (2,5%)   | 1.881 (2,4%)   |
| Азијати           | 6.715 (8,9%)   | 8.216 (10,7%)  |
| Хиспаноамериканци | 23.557 (31,2%) | 29.810 (38,8%) |
| Укупно            | 75.402         | 76.815         |